# Blossia fimbriata
Blossia fimbriata är en spindeldjursart som beskrevs av Kraepelin 1914. Blossia fimbriata ingår i släktet Blossia och familjen Daesiidae. Inga underarter finns listade.